# Мотор (мужской гандбольный клуб)
Мотор (прежние названия: «Запорожалюминстрой» (ЗАС), «ЗНТУ-ЗАС», «Мотор-ЗНТУ-ЗАС») — мужской гандбольный клуб из Запорожья. Участник чемпионата Украины по гандболу в Суперлиге, девятикратный чемпион Суперлиги Украины (2013—2021), шестикратный обладатель Кубка Украины (2013, 2015-2019), четырёхкратный обладатель Суперкубка Украины (2015-2018). Четырежды призёр чемпионата СССР, трижды чемпион УССР. С 2009 года клуб находится на балансе и представляет цвета завода «Мотор Сич».

## История
Команда «Запорожалюминстрой» была создана в 1958 году при тресте «Запорожалюминстрой» играющим тренером Семёном Полонским и доминировала в первенстве области. Цвета «ЗАС» защищали: Виктор Бударин, З. Айзен, Алексей Гусак, Владимир Золотарев, В. Меерсон, А. Омельяненко, Валерий Ступак, Владимир Чайка, Александр Широков.
В 1962 году команда «Запорожалюминстрой» вместе с киевским «Буревестником» составили дуэт украинских клубов, которые дебютировали в первом чемпионате СССР по гандболу.

## Участник чемпионата СССР
- 1963 — серебряный призёр чемпионата СССР, чемпион ЦС ДСО «Авангард», первый международный матч в Запорожье: «ЗАС» — молодёжная сборная Румынии. Пять игроков команды были удостоены звания «Мастер спорта СССР», а их наставник Анатолий Музыкантов — звания «Заслуженный тренер УССР».
- 1964 — серебряный призёр чемпионата СССР, чемпион Украины.
- 1965 — бронзовый призёр чемпионата СССР, серебряный призёр чемпионата Украины.
- 1966 — серебряный призёр чемпионата Украины.
- 1967 — победитель 31-го чемпионата Украины.
- 1968 — бронзовый призёр чемпионата СССР.
- 1969 — серебряный призёр чемпионата Украины.
- 1970 — серебряный призёр чемпионата Украины.
- 1972 — серебряный призёр чемпионата Украины.
- 1973 — серебряный призёр чемпионата Украины.
- 1976 — чемпион Украины.
- 1977 — серебряный призёр чемпионата Украины.
- 1978 — бронзовый призёр чемпионата Украины.
- 1980 — бронзовый призёр чемпионата Украины.
- 1981 — серебряный призёр чемпионата Украины.
- 1984 — бронзовый призёр чемпионата Украины.

## Участник чемпионата Украины
- 1997 — команда возобновила выступления в чемпионатах Украины под новым именем «ЗНТУ-ЗАС», представляет Запорожский национальный технический университет.
- 2002/2003 — обладатель малых серебряных наград чемпионата Украины среди команд высшей лиги «Б».
- 2003/2004 — победитель чемпионата Украины среди команд высшей лиги.
- 2006/2007 — победитель чемпионата Украины среди команд высшей лиги; победитель Студенческой лиги Украины.
- 2007/2008 год — дебют в Суперлиге чемпионата Украины — 6 место.
- 2008/2009 — 4 место в чемпионате Украины среди команд Суперлиги, право участия в Кубке Челлендж.
- 2009 — гандбольный клуб «ЗНТУ-ЗАС» берёт на баланс ОАО «Мотор Сич», команда получает новое имя «Мотор-ЗНТУ-ЗАС».
- 2009/2010 — 4 место в чемпионате Украины среди команд Суперлиги.
- 2010/2011 — 4 место в чемпионате Украины среди команд Суперлиги.[2]
- 2011/2012 — 2-е место в чемпионате Украины среди команд Суперлиги, бронзовый призёр Кубка страны[3]
- 2012/2013 — 1-е место в чемпионате Украины среди команд Суперлиги, обладатель Кубка страны
- 2013/2014 — 1-е место в чемпионате Украины среди команд Суперлиги, серебро Кубка страны[4], обладатель Кубка Белгазпромбанка
- 2014/2015 — 1-е место в чемпионате Украины среди команд Суперлиги, обладатель Кубка страны, обладатель Суперкубка.[5]
- 2015/2016 — 1-е место в чемпионате Украины среди команд Суперлиги, обладатель Кубка страны, обладатель Суперкубка.[6]
- 2018/2019 — 1-е место в чемпионате Украины среди команд Суперлиги, обладатель Кубка страны.[7]

## Известные игроки
- Валерий Зеленов
- Юрий Резников
- Валентин Цапенко
- Геннадий Попадчук
- Леонид Ратнер
- Вячеслав Дидушенко
- Николай Сорокин

## Руководство
Президент гандбольного клуба — Покатов Олимпий Валерианович.
Главный тренер
- Гинтарас Савукинас
- Роланд Эрадзе
- Ростислав Ланевич(и.о.)
- Николай Степанец
- Патрик Ромбел
- С 19.12.2014 Николай Степанец[8]
- 08.07.2013 — 19.12.2014 Сергей Бебешко[9].
- 26.02.2013 — 08.07.2013 Николай Степанец (и. о.)[10].
- 07.07.2011 — 26.02.2013 Николай Чигарёв.[11]
- c 12.04.2010 — Игорь Дядечко.[12]
- 13.01.2010 — 12.04.2010 — и. о. главного тренера Сергей Мосиевич[12][13]